# 봉신연의

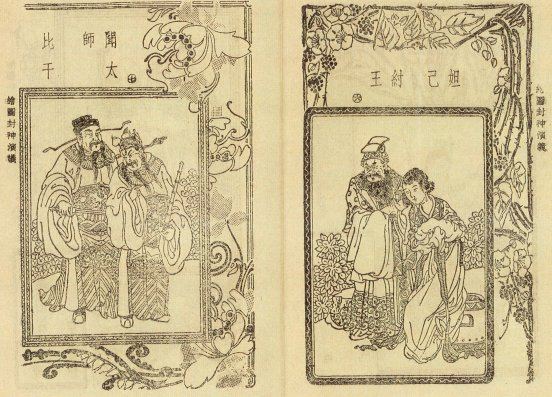

《봉신연의》(封神演義)는 대륙의 고전 소설이다. 《봉신방》(封神榜) 또는 《봉신전》(封神傳)이라는 별칭으로도 불린다. 사대기서에는 들지 못하며 문학적으로는 그다지 높은 평가를 받지 못한다.
저자는 육서성(陸西星)이라는 설도 있고 허중림(許仲琳)이라는 설도 있어 분분하나 명(明)나라 때의 작품임은 확실하다. 상고시대에 은(殷)나라에서 주(周)나라로 바뀌는 왕조 교체기를 다루고 있으며, 이전부터 내려오던 무왕벌주평화(武王伐紂平話)가 그 원전이다.
작품 전면에 삼교합일(三敎合一 : 유교, 불교, 도교를 하나로 합침) 사상이 나타나 있으며, 특히 도교 사상의 집대성이라 할 수 있다. 전기적(傳奇的) 요소도 강하게 띠고 있다.

## 주요 내용
은나라 30대 군주 주왕은 초기에는 훌륭한 정치를 했으나 기주후 소호의 딸 달기를 후궁으로 맞아들이면서 타락하고 폭군 정치를 한다. 황후(皇后) 강씨(姜氏)는 달기의 모함으로 죽임을 당하고 이어 아내와 동생을 달기 때문에 잃은 무성왕(武成王) 황비호가 은나라와 결별하고 당시 서백후(西伯侯) 희창 (그 역시 달기 때문에 맏아들을 잃었음)이 다스리던 서기(西岐)로 귀순한다. 그 사이에 강자아 (태공망)가 곤륜산 선인계의 지시대로 왕조를 교체하는 역성혁명과 요괴 선인들을 봉신대에 가두는 봉신계획을 수행할 동지들을 모은다.

## 등장 인물
- 태공망: 본명은 강자아이며, 곤륜산의 도사가 되어 신선들의 살겁을 깨기 위한 봉신을 주도하는 임무를 맡게 된다.
- 양전(楊戩):곤륜산의 도사이다. 동부를 열고 대선으로 활약할 수 있음에도 불구하고 본인은 평범한 도사로 지내고 있다. 구원전공이라는 특이한 도술을 이용해 72가지의 변신술을 구사할 수 있다. 후일 서유기에 등장하는 이랑진군의 전신.
- 달기: 그녀는 기주후 소호의 딸로 얼굴이 아름다운 덕분에 주왕의 2번째 황후가 된다. 전설에 의하면, 달기가 얼굴이 아름다운 이유는 여우에게 영혼을 팔았기 때문이라고 한다. 그는 주왕에게 아첨하여 왕후 강씨를 살해하도록 권유했으며, 무왕의 형을 몰래 살해하고, 국민들을 나체로 뜨거운 철판에 뛰도록 하는 등 매우 비인간적인 정치를 하였다. 훗날 주나라가 침략하자, 3요괴인 소달기, 호희미, 왕귀인은 도망치려다 붙잡혀 강상에게 참수되어 수급이 전시된다.
- 주왕: 주왕은 은나라의 제 31대 왕이다. 그는 성격이 난폭해서 간언을 하는 사람을 그 자리에서 살해하였으며, 궁궐이 초라하다고 해서 화려하게 만들고, 술로 만든 호수를 만드는 등 국가예산을 많이 낭비했다. 서백후 희창을 강제로 납치하도록 한 사람이 바로 주왕이다. 훗날 주나라가 침략하자, 누대 아래에 장작을 쌓고 불을 붙이자, 맹렬한 화염과 함께 적성루가 무너져 내리면서 불길속에 잿더미가 되고 만다.
- 강씨: 은나라 주왕의 아내이다. 그도 얼굴이 매우 아름답고 정이 많아서 주왕의 부인이 되었다. 그러나 주왕이 애첩 달기를 사랑하자, 결국 자식들이 보는 앞에서 자살을 한다.
- 은교(殷郊): 은나라 주왕의 장남이다. 본래 서기군을 도와야 했으나 신공표의 말에 설득당해 은나라의 편에 선다. 후에 사로잡혀 땅에 묻힌 채 목을 쟁기로 갈아버리는 형벌인 이서지형에 처해진다.
- 은홍(殷洪): 은나라 주왕의 둘째 아들이다.
- 무왕: 주나라의 시조로 서백후 희창의 차남이다. 은나라에서 아버지와 형을 납치하고 주나라를 침략하자, 동생들을 모아 은나라로 진격한다. 그 후 은나라를 멸망시켜 통일하고, 초대 왕으로 즉위한다.
- 황비호: 은나라의 진국무성왕(鎭國武成王)이다. 주나라로 귀순한 후에는 개국무성왕(開國武成王)이 되었다. 영수로는 오색신우와 금안신응을 데리고 있다. 후일 맹진전투에서 고란영의 태양신침에 눈을 찔려 허우적거리다가 그녀의 쌍검에 목이 베여 전사한다. 태산에 봉신된다.
- 황비호의 아들 4형제

- 황천록(黃天祿)
- 황천화(黃天化): 아버지 황비호가 목숨을 걸고 서기로 이동할 때 도중에 나타난다. 보패 막야의 보검으로 멋진 활약을 했으나 결국 전사한다.
- 황천작(黃天爵)
- 황천상(黃天祥): 황씨 4형제 중 막내아들로 나타에게 창술을 배워 뛰어난 활약을 펼치며, 이로 인해 소비호라는 별명을 얻게 된다. 청룡관 전투 중 구인의 도술에 사로잡힌 뒤 참수당하여 그 시체를 망루에 걸어놓는 풍화형에 처해진다.

- 4대 제후: 은나라에서 중요한 비중을 차지하는 4명의 제후.

- 동백후 강환초: 황후 강씨의 친정아버지.
- 남백후 악숭우
- 북백후 숭후호: 숭흑호의 형으로 탐욕스럽고 잔인한 성격이다. 후일 숭씨집안의 안위를 보장받은 숭흑호의 손에 사로잡힌다.
- 서백후 희창: 능인출판사가 펴낸 "만화로 보는 세계 역사 600년"에서 그가 주나라를 세운 것으로 되어 있다. 처음에 은나라와 많은 교류를 맺어 왔으나, 은나라 주왕이 난폭한 정치를 하면서 교류를 끊고, 다른 나라들과 같이 힘을 합쳐 은나라를 멸망시킨 것으로 되어있다. 훗날에 주의 시조 무왕이 그를 문왕으로 추존했다.

- 숭흑호: 북백후 숭후호의 동생.
- 나타: 이정의 아들로 본래 영주라는 구슬에 담겨있는 혼이었다. 본래 이정의 부인 은씨의 몸을 빌어 태어나 사람과 같은 모습이 되었어야 했으나, 일이 틀어져 연꽃의 화신으로 태어나게 되었다. 보패로는 화첨창, 풍화륜, 혼천릉, 건곤권, 금전을 가지고 있었으며, 이후 태을진인이 삼두팔비의 모습으로 변신시켜준 후 그에게서 화첨창 한 자루와 음양쌍검을 받는다.
- 곤륜12선인:곤륜산에서 가장 뛰어난 12명의 선인.

- 도행천존: 금정산 옥옥동의 선인. 제자로는 한독룡, 설악호, 위호가 있다.
- 적정자: 태화산 운소동의 선인. 제자로는 은홍이 있다. 서기군에 반기를 든 은홍을 태극도로 봉신시켰고, 그 정신적 충격으로 인해 태화산에서 두문불출하다가 만선진 싸움 때 나타나 살겁을 푼다.
- 태을진인: 건원산 금광동의 선인. 제자로 나타가 있다. 나타를 매우 아끼고 있으며, 그때문에 나타의 실수임에도 불구하고 제자의 죽음을 따지러 온 석기낭랑을 봉신시켜버리고, 나타가 여화의 화혈신도에 당하자 그를 삼두팔비의 모습으로 변신시켜준다. 후일 도교의 신들 중 하나인 태을구고천존(청화대제)이 된다.
- 자항도인(관세음보살): 보타산 낙가동의 선인. 따로이 제자를 키우지는 않았다. 무엇이든 빨아들이는 청정유리병이라는 보패를 지니고 있으며 이를 이용해 원천군의 한빙진을 가볍게 제압한다. 만선진 싸움에서는 금광선을 굴복시켜 탈것으로 삼는다. 후일 서방에 귀의하여 관세음보살이 된다.
- 옥정진인: 옥청산 금하동의 선인. 별다른 활약을 보이지 않지만 그의 제자인 양전이 전반적으로 엄청난 활약을 보여준다.
- 청허도덕진군: 청봉산 자양동의 선인. 황비호가 도망칠 당시 위기에 처한 그의 모습을 감춰주었고, 그 뒤에는 제자인 황천화를 보내 황비호를 괴롭히던 진동을 격퇴하게 한다. 그 뒤 여악의 온황진이 발동되자 제자 양임을 보내 파괴하게 하고, 만선진 싸움에 모습을 드러낸다.
- 구류손: 협룡산 비운동의 선인. 제자인 토행손과 함께 보패 곤선승을 사이좋게 공유한다. 사람을 죽이지 않는 자신만의 신조가 있어 조천군 조강을 죽이지 않고 진문에 걸어두었다(후에 나타에게 살해당한다). 이후 원시천존의 명에 의해 선인들이 하계의 일에 간섭하는 것이 금지되자 비운동에서 머물게 된다. 면지성 전투에서 토행손이 장규에게 죽음을 당하자 동자를 보내 양전에게 지지성강부를 전달한다.
- 문수광법천존: 오룡산 운소동의 선인. 제자 금타를 내보내 서기군을 돕게 한다. 십절진을 파훼할 때 수장인 진천군을 죽였으며 후일 만선진 싸움에서 살겁을 해소, 규수선이 덤벼들자 보패 곤요승으로 사로잡아 자신의 탈것으로 삼는다. 후일 불교의 문수보살이 된다.
- 광성자: 구선산 도원동의 선인. 은교가 서기군을 핍박하자 그 책임을 지고 선계 최강보패 번천인을 막기 위해 4대보기를 모으려 선계를 누볐고, 은교가 사로잡히자 눈물을 흘리며 이서지형을 행한다. 화령성모가 태공망을 죽이려 하자 이를 막다가 우발적으로 그녀를 죽이고 말았으며, 그녀의 금하관을 들고 통천교주에게 사건을 보고했다. 이에 화가 난 귀령성모가 검을 뽑아들고 던지자 번천인을 집어던져 그녀의 본신을 드러내게 하는 실수를 범하는 등 가장 시달림이 많은 십이대선이다.
- 보현진인: 구궁산 백학동의 선인. 제자 목타를 내보내 서기군을 돕게 한다. 온몸에 붉은 구름을 두른 삼두육비의 철퇴를 든 무장으로 변신할 수 있으며, 만선진 싸움에서 보패 장홍색으로 영아선을 사로잡아 자신의 탈것으로 삼는다. 후일 서방의 보현보살이 된다.
- 황룡진인: 이선산 마고동의 선인. 선학을 타고 다니며 조공명에게 사로잡혀 깃대에 메달리거나 금고선 마수가 던진 금고에 머리가 끼어 고통받는 등, 시련이 꽤나 많았다.
- 영보대법사: 공동산 원양동의 선인. 작중에서 큰 활약은 보이지 않으며, 동천군의 풍후진을 파괴할 때 도액진인의 정풍주가 필요하다고 하자 그와 친분이 있어 산의생에게 서찰을 써주었다.

- 뇌진자: 서백후 희창의 100번째 아들이다. 번개가 치고 지진이 일어날때 찾았다 하여 뇌진자가 되었다. 등에는 독수리 날개가 있어 하늘을 날고, 날개에 붙여진 부적으로 번개와 바람을 부를 수 있다. 보패로는 산도 부술 수 있는 금곤을 사용한다.
- 문중: 은의 태사(太師), 대대로 은 왕조를 섬겨온 충신으로 무왕을 막기위하여 진력하나 결국 다섯차례의 전투끝에 절룡령(絶龍嶺)에서 전사한다.
- 신공표: 계통 불명의 선인으로 이야기의 흐름을 관찰하는 존재이다.
- 접인도인(아미타불), 준제도인(대세지보살): 12선인의 한 사람인 자항도인과 함께 불교의 아미타 삼존을 이룬다. 만선진 싸움에서 서방과 인연이 있는 많은 선인들을 서방으로 데려간다.

## 관련 작품

### 1981년판 봉신방
- 제작방송사 : 홍콩 TVB (電視廣播有限公司)
  - 횟수 : ?
    - 감독 : 梁家樹
    - 연출 : 甘志輝, 黃家亮, 金廣誠, 盧維昌

  - 주연 :
    - 임건명 - 달기 역
    - 진흔건 - 이정 역
    - 진의형 - 나타 역
    - 황윤재 - 양전 역

### 2001년판 봉신방
- 제작방송사 : 홍콩 TVB (電視廣播有限公司)
  - 횟수 : 40
    - 감독 監製 : 劉仕裕
    - 연출 編導 : 黎栢堅, 黃建勳, 方駿釗, 廖瑞浩, 梁正昌, 鄧鑑泉
    - 각본심의 編審 : 張華標, 吳肇銅, 黃偉强
    - 각본 編劇 : 伍少寶, 麥世龍, 陳金鈴, 鍾澄, 文健輝, 羅宗耀

  - 주연 :
    - 진호민 - 나타 역
    - 첸자려 - 양진 역
    - 온벽하 - 달기 역
    - 원화 - 이정 역
    - 정자성 - 주왕 역
    - 여자명 - 강자아 역
    - 이국린 - 신공표 역
    - 장송지 - 희발 역
    - 나낙림 - 희창 역
    - 노경휘 - 백읍고 역
    - 위가웅 - 토행선 역
    - 유옥취 - 등선옥 역
    - 왕위 - 소호 역
    - 노진순 - 비간 역

### 2006년판 봉신방
- 별칭 : 봉명기산 鳳鳴岐山
- 제작방송사 : 중국 CCTV
  - 횟수 : 40
    - 감독 : 鞠覺亮, 金國釗, 吳家台, 金鰲勳

  - 주연 :
    - 마징타오 - 주왕 역
    - 판빙빙 - 달기 역
    - 류더카이 - 강자아 역
    - 주걸 - 무왕 역
    - 묘해충 - 신공표 역
    - 금교교 - 강황후 역
    - 정빈휘 - 황비호 역
    - 허환산 - 문태사 역
    - 승색려 - 나타 역
    - 탕궈창 - 원시천존 역
    - 두즈궈 - 소호 역
    - 사윤 - 여와 역

### 2008년판 봉신방
- 별칭 : 무왕벌주 武王伐紂 (2006년판 속편)
- 제작방송사 : 중국 CCTV
  - 횟수 : 40
    - 감독 : 청리둥

  - 주연 :
    - 유덕개 - 강자아 역
    - 황유덕 - 무왕 역
    - 린신루 - 달기 역
    - 뤼량웨이 - 주왕 역
    - 왕리커 - 자어 역
    - 묘해충 - 신공표 역
    - 탕궈창 - 원시천존 역
    - 두즈궈 - 소호 역
    - 승색려 - 나타 역
    - 정정 - 금타 역
    - 양신 - 목타 역
    - 한련 - 양진 역
    - 제방 - 등선옥 역
    - 정아동 - 토행손 역
    - 이자헌 - 뇌진자 역
    - 낙산 - 은교 역
    - 심경염 - 황비호 역

### 2019년판 봉신연의
2019년판 봉신연의는 인터넷 비디오 채널 플랫폼인 망고 TV, 넷플릭스 등에서 방영된 봉신연의이다.

## 같이 보기
- 봉신 365위 목록
- 구운몽